# إنارة الشوارع الذكية
يشير مصطلح إنارة الشوارع الذكية أو إنارة الشوارع المتكيفة إلى إنارة الشوارع العامة التي تتكيف مع حركة المشاة، راكبي الدراجات والسيارات. تنخفض الإضاءة عندما لا يتم اكتشاف أي نشاط ولكنها تضيء عند اكتشاف الحركة. يختلف هذا النوع عن الإضاءة التقليدية الثابتة التي تحدد أوقات معينة لإضاءة وفصل مصابيح الشوارع.

## التاريخ

### أوروبا
من أواخر التسعينات، بدأت براءات الاختراع لإنارة الشوارع الذكية بالظهور، لكنها لم تطبق بشكل علمي إلا بعد 7 أبريل 2006، عندما شهدت أوروبا أول تطبيق واسع النطاق لشبكة التحكم في تطبيق إنارة الشوارع في أوسلو، النرويج. كان من المتوقع أن يقلل هذا التطبيق استهلاك الطاقة بنسبة 50%، تحسين سلامة الطرق وتقليل تكاليف الصيانة. ومن المحتمل أن تساهم في خفض معدلات الجريمة.
أثار مشروع أوسلو اهتمام العديد من مدن أوروبا، التي بدأت مبادرات كمبادرة إي ستريت (E-Street) التي ركزت على إيجاد طرق لتقليل استخدام الطاقة في أنظمة الإضاءة الخارجية في دول الاتحاد الأوروبي. أثرت هذه المبادرة تأثيرا بالغا على معايير وتشريعات الاتحاد الأوروبي لأنظمة الإضاءة الذكية في الشوارع.

## المميزات
تعتمد الأنظمة الذكية على وضع كاميرات أو أجهزة استشعار على العواميد. في الآونة الأخيرة تم إيجاد تكنولوجيا إضافية تمكن عواميد الشوارع من التواصل مع بعضها البعض، بحيث عند التقاط أحد المارة بواسطة كاميرا أو جهاز استشعار تنقل إشارة إلى مصابيح الشوارع المجاورة لتنير بغرض خلق دائرة آمنة من الضوء للمارة. تم تنفيذ هذه التقنية في جامعة أنهالت للعلوم التطبيقية بألمانيا.

## التحكم
توفر بعض الشركات برامج يمكن من خلالها مراقبة أضواء الشوارع وإدارتها لاسلكيا. يمكن للعملاء أو الشركات الأخرى دخول البرنامج من جهاز كمبيوتر أو تاب (جهاز لوحي) وجمع البيانات اللازمة عن مستويات السطوع طوال اليوم وأوقات التعتيم. وفر البرنامج أيضا طريقة لتلقي إشارات تحذير عند وجود عيوب حتى لو كانت خفيفة. 

## القواعد الارشادية
أصدرت الإدارة الفيدرالية للطرق السريعة توجيهات لتوفير طريقة يمكن من خلالها لأي وكالة حكومية أو وكالة خاصة تحديد مستوى الإضاءة المطلوب للطريق أو الشارع وتنفيذ إضاءة تكيفية لتركيب الإضاءة أو تحديث الإضاءة.